# 敬老の日特別興行・R-60
R-60（アール-ろくじゅう）は、日本のプロレス団体KAIENTAI DOJOの開催する興行である。

## 概要
人生の先輩を敬おうという企画意図により観客を60歳以上に限定した大会である。ただし同伴者は60歳以下でも入場が可能であり、観戦料金は500円である。
昭和時代の日常を描写した映画である「ALWAYS 三丁目の夕日」（東宝）を見た筑前りょう太が「あの頃のような活気を取り戻す為、幅広い世代にプロレスを見て元気になっていただこう」と発案。地域に密着した活動の一環として開催となった。
2006年4月13日、第1回では会場内では実況アナウンスが流れる中、選手たちによる試合が繰り広げられた。他に津軽三味線などの演奏も行われ85人が観戦した。9月18日（敬老の日）、第2回では試合の他に地元のアコーディオン奏者の演奏なども行われ、読売新聞の地方版に同日の記事が掲載された。